# Bahodirjon Sultonov
Bakhodirdzhon Sultanov, también conocido como Bahodirjon Sooltonov (Баходирджон Султанов) (Uzbekistán, 15 de enero de 1985) es un deportista olímpico uzbeko que compitió en boxeo, en la categoría de peso gallo y que consiguió la medalla de bronce en los Juegos Olímpicos de Atenas 2004.

## Palmarés internacional
| Juegos Olímpicos | Juegos Olímpicos | Juegos Olímpicos  | Juegos Olímpicos |
| Año              | Lugar            | Medalla           | Prueba           |
| ---------------- | ---------------- | ----------------- | ---------------- |
| 2004             | Atenas (Grecia)  | Medalla de bronce | Peso gallo       |